# Сен Жозеф де Сорел (Квебек)
Сен Жозеф де Сорел (фр. Saint-Joseph-de-Sorel) је град у Канади у покрајини Квебек. Према резултатима пописа 2011. у граду је живело 1.677 становника.

## Становништво
Према резултатима пописа становништва из 2011. у граду је живело 1.677 становника, што је за 0,5% мање у односу на попис из 2006. када је регистровано 1.686 житеља.
| 2006. | 2011. | 2016. |
| ----- | ----- | ----- |
| 1.686 | 1.677 | 1.642 |